# Anne Plantagenet
Anne Plantagenet (Joigny, Yonne en 1972) es una novelista y traductora francesa.

## Biografía
La familia materna de Anne Plantagenet viene de Italia, su familia paterna de España y Argelia. Creció en un pueblo cerca de Troyes, donde aprobó la educación secundaria. Obtuvo una licenciatura en Dijon, después un máster y un diploma de postgrado de literatura comparada en Sorbona. Trabajó en una editorial parisina en 1995. Empezó a traducir en 1996 (« Los cortejos del diablo », Germán Espinosa, La Différence). Vivió en España durante casi 5 años, de 1998 a 2002. Vive actualmente en París. Comenzó a trabajar en la universidad en 2014 en el Instituto de Estudios Políticos de París (Sciences-Po) París, animaba un taller de escritura sobre el tema de los sucesos en la literatura francesa. Ya no trabaja en la universidad y se dedica exclusivamente a la escritura. Su libro más famoso es Tres días en Orans (“Trois jours à Orans”).

## Obras
- 1998, Un coup de corne fut mon premier baiser, novela, Ramsay.
- 2005, Seule au rendez vous, novela, Robert Laffont. Premio relato biográfico en 2005.
- 2007, Manolete, biografía, Ramsay, 2005. Ramsay bolsillo.
- 2010, El Diablo Vauvert. Premio de la ciudad de Hossegor 2006.[3]
- 2007, Marilyn Monroe, biografía, Folio Biografías.[4]
- 2008, Onze femmes, novelas cortas , colectivo, J'ai lu.
- 2008, Pour les siècles des siècles,  novelas cortas, Stock. J'ai lu, 2009.[5]
- 2009, Le Prisonnier,[6]novela, Stock. J'ai lu, 2011.[7]
- 2011, Nation Pigalle, novela, Stock. J'ai lu, 2014.[8]
- 2014, Trois jours à Oran,[9]relato, Stock. Seguido del deseo y el miedo, J'ai lu, 2015.
- 2015, La Vraie Parisienne, novelas cortas, J'ai lu.
- 2017, Appelez moi Lorca Horowitz,[10]novela, Stock, 2016, J'ai lu.
- 2017, Sur le divan, novelas cortas, collectif, Stilus.
- 2021, L'Unique. Maria Casarès, biografía, A Vue D'oeil.

## Traducciones
- 1996, Los Cortejos del Diablo, Germán Espinosa, Colombia, La Diferencia.
- 2003, Evocación de Matthias Stimmberg, Alain-Paul Mallard, México, Bibliophane
- 2003, El país bajo mi piel, Gioconda Belli, Nicaragua, Bibliophane
- 2004, Las tierras de mi padre, Beatriz García-Huidobro, Chile, Bibliophane
- 2007, Mentira, Enrique de Heriz, España, Flammarion
- 2008, La Catedral del Mar, Ildefonso Falcones, España, Robert Laffont
- 2008, Una semana de octubre, Elizabeth Subercaseaux, novela, Chile, Flammarion.
- 2009, El Infinito en la palma de la mano, Gioconda Belli, novela, Nicaragua, Jacqueline Chambon.
- 2010, El niño pez, Lucía Puenzo, novela, Argentina, Stock La Cosmopolita.
- 2010, Saber perder, David Trueba, novela, España, Flammarion.
- 2011, La maldición de Jacinta Pichimahuida, Lucía Puenzo, novela, Argentina, Stock La Cosmopolita.
- 2011, La mano de Fátima, Ildefonso Falcones, novela, España, Robert Laffont.
- 2012, Corazón de napalm, Clara Usón, novela, España, Jean-Claude Lattès.
- 2012, La furia de la langosta, Lucía Puenzo, Argentina, Stock.
- 2012, Escuchar(nos), Marina Castañeda, México, Robert Laffont.
- 2013, Wakolda, Lucía Puenzo, Argentina, Stock.
- 2013, El último tango de Salvador Allende, Roberto Ampuero, Chile, Lattès.
- 2014, La hija del Este, Clara Usón, España, Gallimard.
- 2015, Legado en los huesos, Dolores Redondo, España, Mercurio de Francia, 2015.
- 2016, Las tres bodas de Manolita, Almudena Grandes, España, Jean Claude Lattès.
- 2016, Blitz, David Trueba, España, Flammarion.
- 2017, Las cosas que perdimos en el fuego, Mariana Enríquez, Argentina, ediciones del sótano.
- 2018, El Impresor de Venecia, Javier Azpeitia, España, Jean Claude Lattès.
- 2018, La dimension desconocida, Nona Fernandez, Chile, Stock.